# Église Saint-Laurent de Châtel-de-Neuvre
L'église Saint-Laurent est une église catholique de style roman, située à Châtel-de-Neuvre, dans l'Allier, en France.

## Localisation
Située dans le département français de l'Allier, sur la commune de Châtel-de-Neuvre, à l'écart du village, elle occupe le sommet d'une butte dominant la rivière de l'Allier. Ses abords offrent un large panorama sur la partie orientale du département, des monts de la Madeleine au sud jusqu'à Moulins au nord et sont un point d'observation de la réserve naturelle protégée située le long des méandres de l'Allier en contrebas.

## Historique
L'édifice a été construit sur ou à proximité d'un ancien bâtiment antique, des stèles funéraires gallo-romaines et certains éléments sculptés datant de cette époque ont été remployés et sont visibles dans le parement du côté sud-ouest du transept.
L'église a d'abord été celle d'un prieuré fondé par Souvigny. Elle est devenue église paroissiale par décision du pape Urbain II.

## Description
De style roman, l'église possède une nef très étroite, l'une des plus anciennes du département. Cette nef est contrebutée par des bas-côtés voutés en quart de cercle. Le transept est peu saillant et a été modifié sur sa partie nord à l'époque gothique. Sur un des murs intérieurs de l'église est peint un saint Sébastien, probablement pour protéger le village de la peste. La peinture date de la fin de l'époque gothique.
Le clocher dont la base est romane possédait une flèche qui n'existe plus aujourd'hui. Il est couvert de petites tuiles plates, contrairement au toit de l'église couvert de tuiles canal.
L'église est classée au titre des monuments historiques en 1927.

## Galerie photos

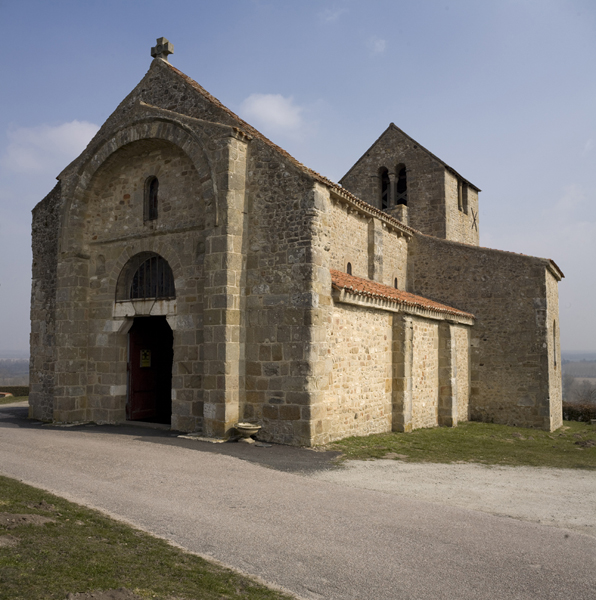
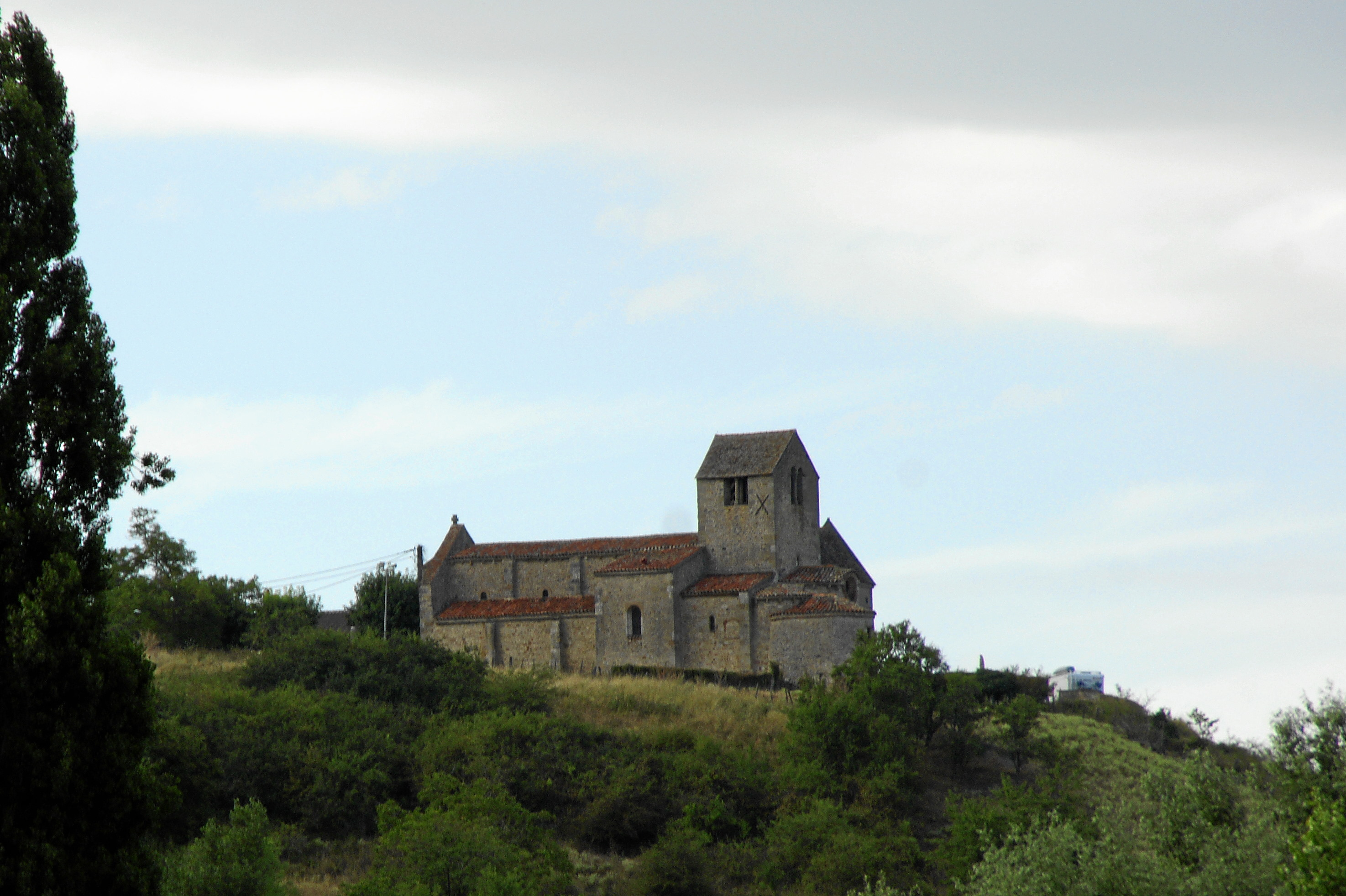
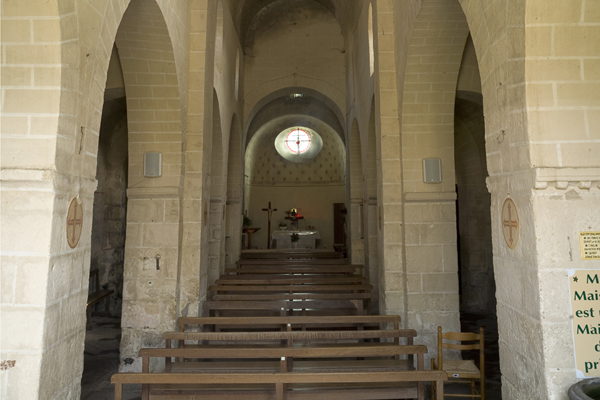
La nef.
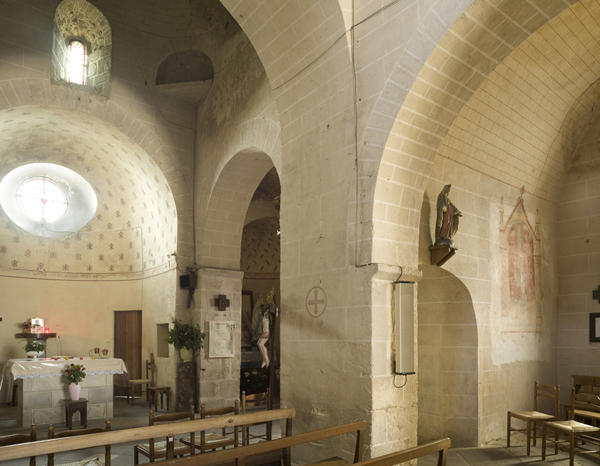
Le chœur et le transept sud.
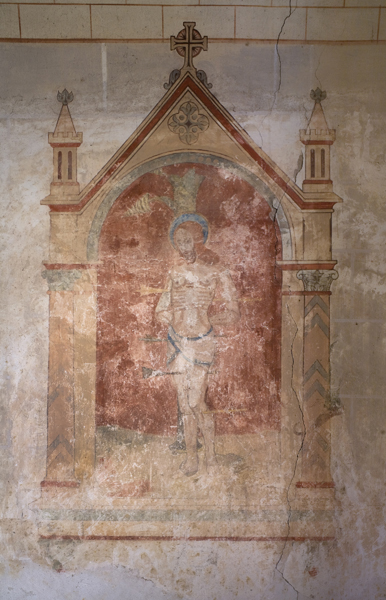
Peinture murale de saint Sébastien.